# Luzerne
Die Luzerne (Medicago sativa), auch Saat-Luzerne, Alfalfa, Schneckenklee oder Ewiger Klee, britisches Englisch lucerne, amerikanisches Englisch alfalfa genannt, ist eine Pflanzenart aus der Gattung Schneckenklee (Medicago) in Unterfamilie Schmetterlingsblütler (Faboideae) innerhalb der Familie der Hülsenfrüchtler (Fabaceae). Sie ist auch eine Nutzpflanze.

## Beschreibung

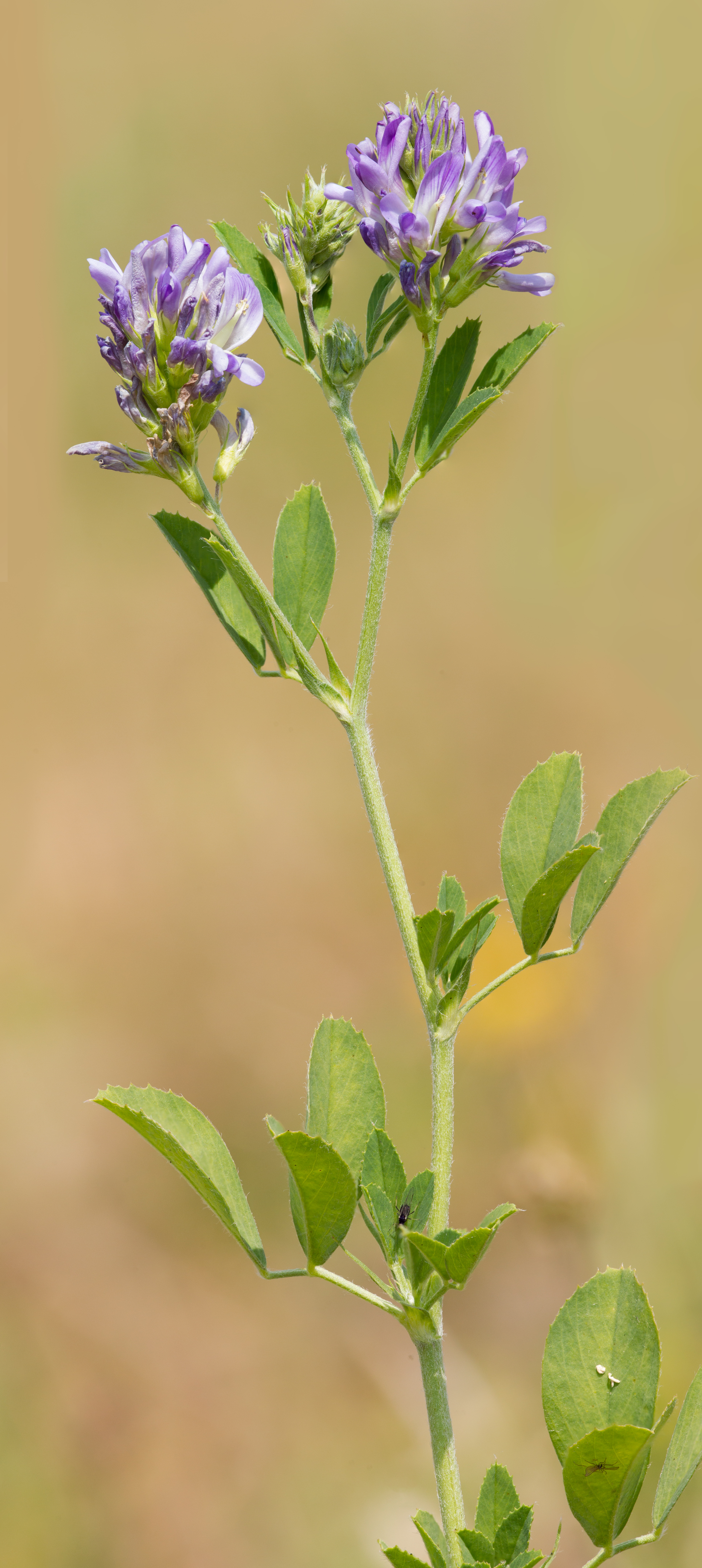
Farbvariante

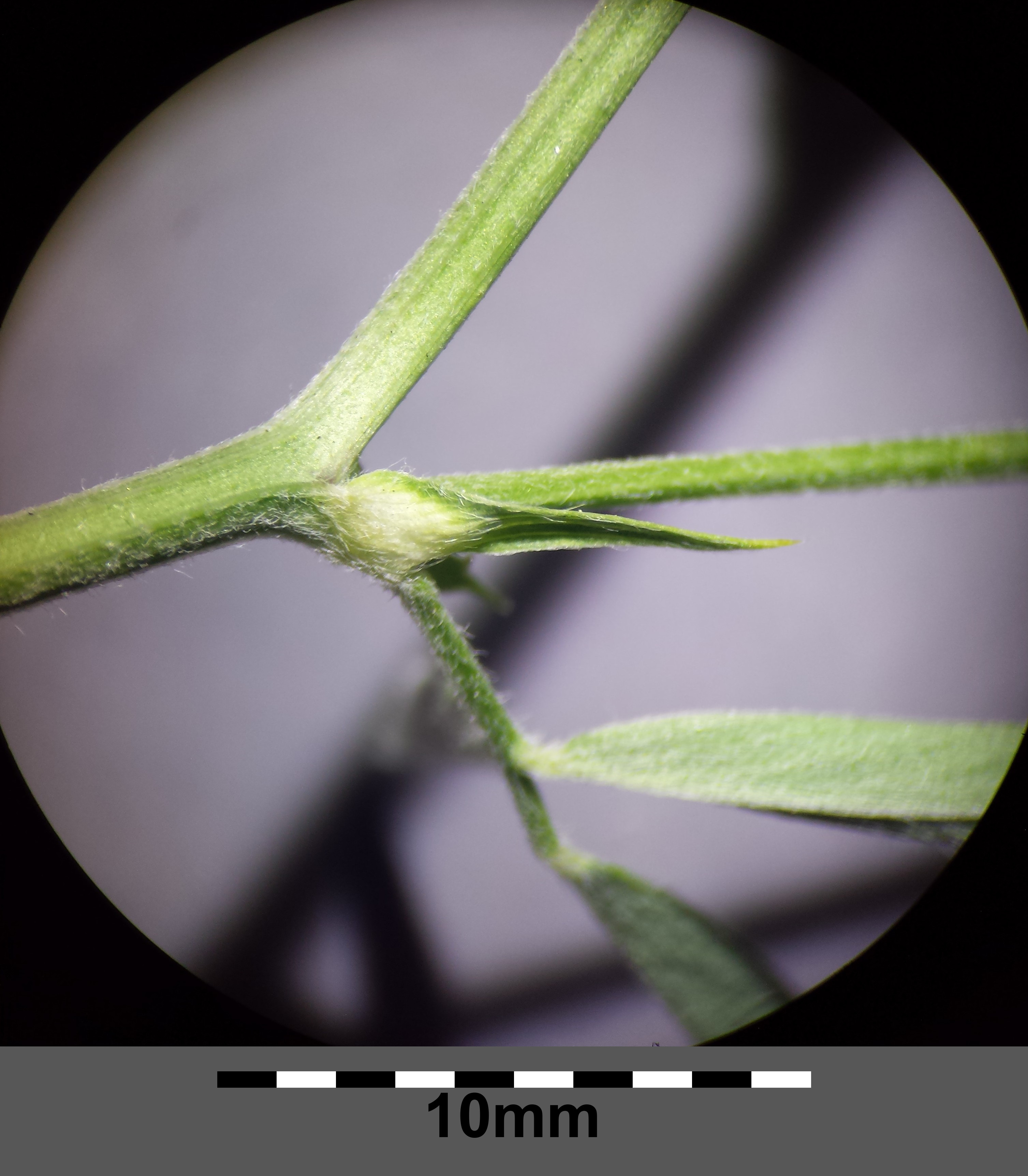
Blatt mit Nebenblättern

### Vegetative Merkmale
Die Luzerne ist eine mehrjährige, krautige Pflanze. Sie bildet eine kräftige Pfahlwurzel, die eine tiefe Verwurzelung ermöglicht und der Pflanze hohe Trockenresistenz verleiht. Die Pfahlwurzel kann 1 bis 2 (bis 5) Meter lang werden. Die Luzerne wächst aufrecht, ist oft ästig und kann eine Höhe von 30 bis 100 cm erreichen. Ihre Blätter sind dreizählig, ledrig und weisen eine grüne Oberseite auf, die glänzend ist, während die Unterseite behaart ist. Die Teilblättchen sind verkehrt eiförmig bis keilförmig-lanzettlich, mehr oder weniger ganzrandig oder an der Spitze gezähnt. Sie sind meist stachelspitzig. Das mittlere Blättchen ist meist nur wenig länger gestielt als die seitlichen. Die Nebenblätter sind eiförmig-lanzettlich, lang zugespitzt, mehr oder weniger gezähnt und etwa so lang wie der Blattstiel. Sie werden an den unteren Blättern bis 3 Zentimeter lang.

### Generative Merkmale
Die Pflanze bildet violette bis blaue Blüten, die in dichten, ährenartigen Trauben angeordnet sind und einen süßlichen Duft verbreiten.
Es werden dichte, lang gestielte und achselständige, traubige Blütenstände ausgebildet. Der Blütenstand umfasst meist 8 bis 25 Blüten. Die kurz gestielten Schmetterlingsblüten sind bläulich bis violett, purpurfarben oder weiß. Die Blütenstiele sind so lang wie die Kelchröhre oder wie der ganze Kelch. Die Kelchzipfel sind kahl und pfriemlich. Die Fahne ist eiförmig, aufwärts gebogen und bedeutend länger als die Flügel und das Schiffchen. Die zehn Staubblätter sind diadelphisch angeordnet. Der oberständige, kurz gestielte Fruchtknoten ist lang und schmal. Der Griffel ist zur Blütezeit viel kürzer als der Fruchtknoten, er ist aufwärts gekrümmt, säbelförmig und trägt eine zweilappige Narbe.
Die braunen, mehr oder weniger behaarten und netzartig geaderten sowie bespitzten, flachen Hülsenfrüchte sind gerade bis meist spiralig gewunden, eingerollt und bis etwa 5 bis 9 Millimeter im Durchmesser. Es sind bei den spiraligen Früchten etwa 1,5 bis 3,5 Umgänge vorhanden. Von der Bauchnaht gehen zahlreiche, schräg verlaufende verzweigte und netzartig verbundene Nerven aus. Die Hülse enthält etwa 2 bis 8 (bis 15) gelbliche oder hellbraune Samen. Sie sind nierenförmig und etwa 1,5–2 Millimeter groß.
Die Blütezeit reicht von Juni bis September.
Die Chromosomenzahl beträgt 2n = 32.

## Ökologie

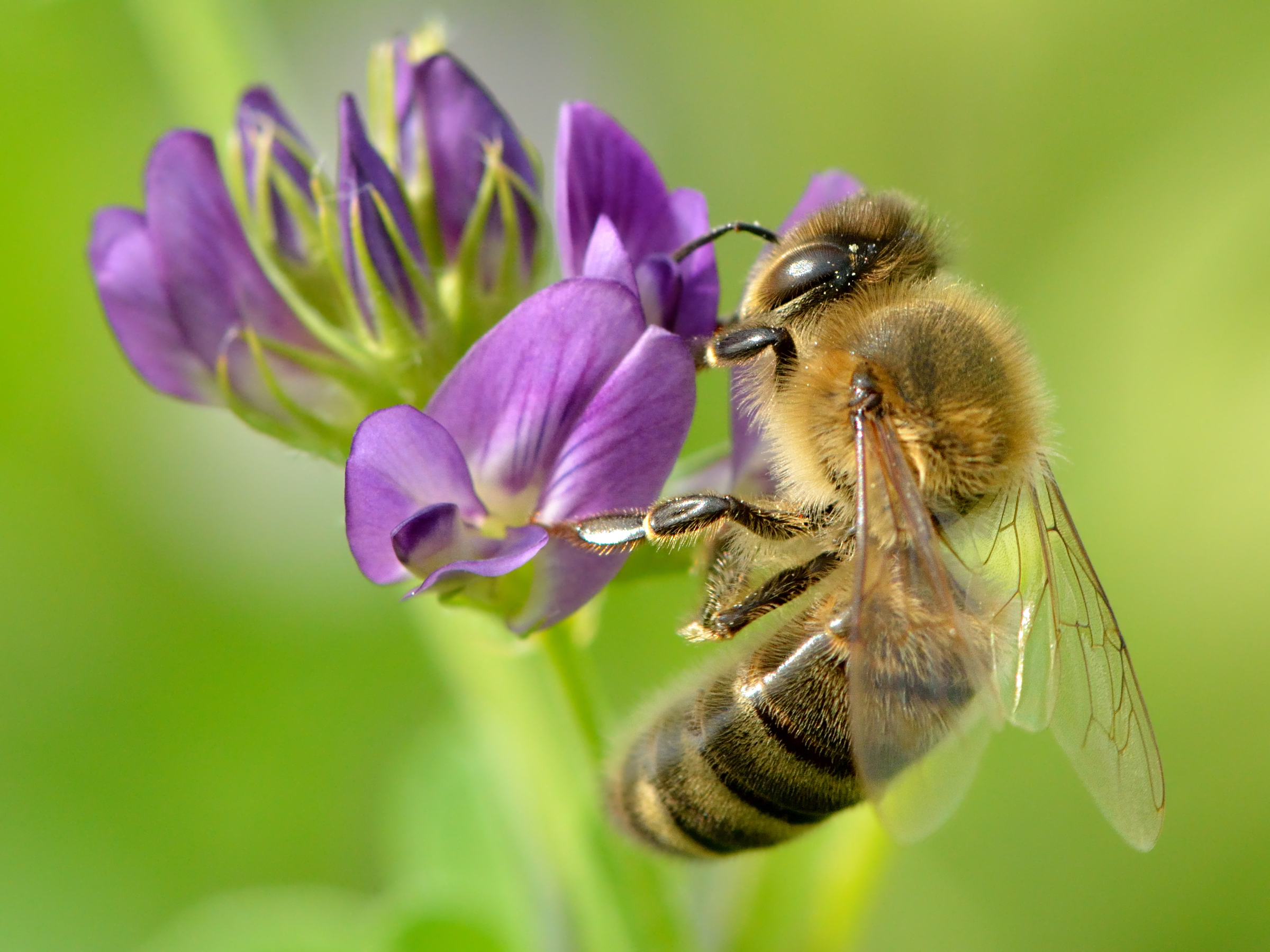
Bestäubung mit Honigbiene

Die Luzerne wächst als Hemikryptophyt (Schaftpflanze), zuweilen auch als Chamaephyt. Sie ist ein ausgesprochener Tiefwurzler. Durch Blattgelenke (Pulvini) sind nächtliche Schlafbewegungen (Nastien) möglich, wobei sich die Fiedern zum Schutz vor nächtlichem Wärmeverlust nach oben zusammenlegen. Die Bestockung der Luzerne erfolgt dadurch, dass die im ersten Jahr nicht zur Blüten gelangenden Stängel im Winter unterirdische, sich nicht bewurzelnde Triebe erzeugen mit breit eiförmigen, nebenblattartigen Niederblättern. Die Spitze dieser Triebe treten im Frühling als Laubstängel über den Boden auf.
Wie andere Hülsenfrüchtler (Leguminosen) besitzt die Luzerne die Fähigkeit, mit Hilfe von Knöllchenbakterien (Rhizobien) elementaren Stickstoff aus der Boden-Luft aufzunehmen und diesen in Form von Aminosäuren zu binden. Die Luzerne lebt mit ihrem wirtsspezifischen Knöllchenbakterium Sinorhizobium meliloti in Symbiose.
Die Blüten sind besonders bei Bienen und anderen Bestäubern beliebt. Blütenökologisch handelt es sich um Nektar führende „Schmetterlingsblüten“ mit Schnellmechanismus. Die Spannung zwischen Geschlechtssäule und Schiffchen wird durch ein Schwellgewebe an der Unterseite der Staubfadenröhre hervorgerufen. Der Pollen wird durch die herausschnellenden Staubblätter den Besuchern beim Aufsitzen auf das Schiffchen an den Kopf geschleudert. Beim Schnellvorgang bekommen die Bestäuber einen Schlag, was viele Bienenarten nicht stört. Aber die lernfähigen Honigbienen vermeiden nach einiger Zeit den unangenehmen Schlag, indem sie den Nektar mit ihrem Rüssel von der Seite her erreichen. Dadurch bleibt allerdings die Bestäubung aus. Daher werden seit den 1960er Jahren Blattschneiderbienen der Art Megachile rotundata ausgebracht, um den Samenansatz zu erreichen. Die Blüten sind teilweise selbststeril.
Die Blüten werden fast ausschließlich von Hummeln besucht, wie Versuche in Schweden ergaben. Dort wurden Luzernefelder zu weniger als 1 % von Bienen, aber zu 78 % von Hummeln bestäubt. In Finnland hat man daher den Anbau in solche Gebiete verlegt, in denen noch sehr viele Hummeln vorkommen.

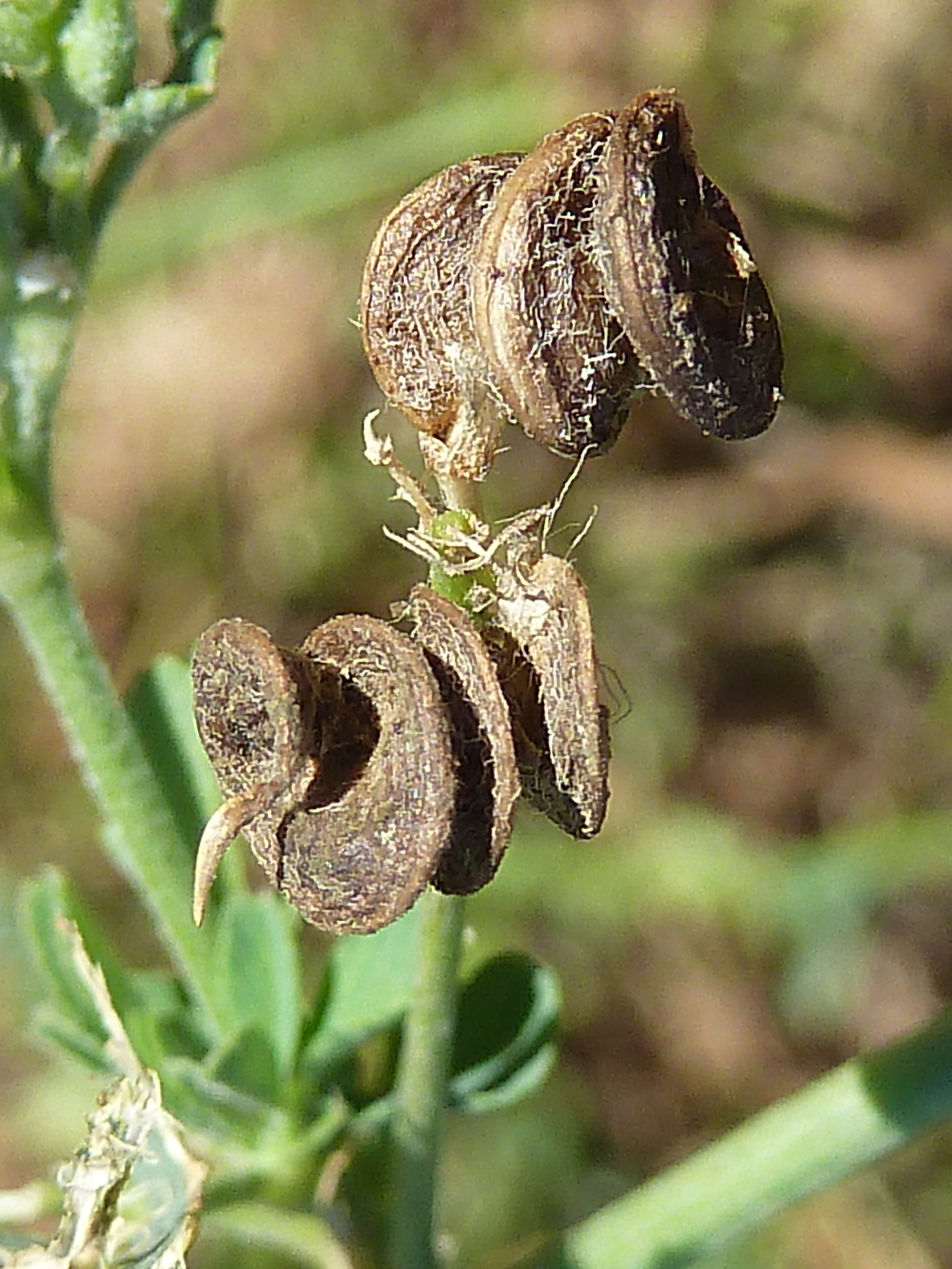
Medicago sativa, reife Hülsenfrüchte

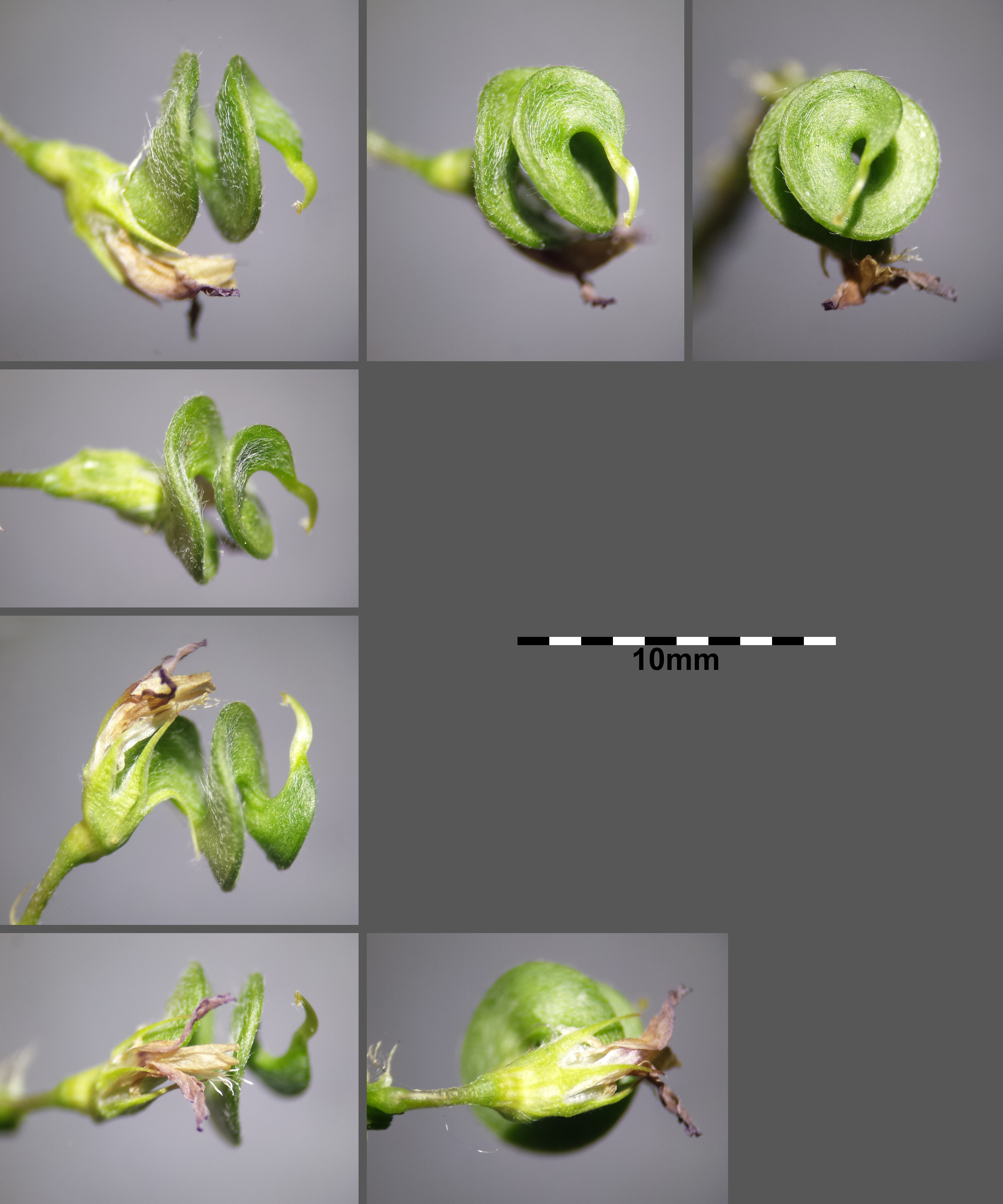
Mehrfach gewundene Hülsenfrucht von Medicago sativa subsp. sativa

Die Samen werden aus den mehrsamigen, spiraligen, sich nur wenig öffnenden Hülsen durch den Wind herausgeschleudert. Danach können sie sich als Rollfrüchte weiter ausbreiten; meist erfolgt jedoch eine Zufallsausbreitung durch Huftiere. Die Fruchtreife erfolgt ab August. Vegetative Vermehrung ist durch Verzweigung des Rhizoms möglich.
Die Luzerne wird vom Rostpilz Uromyces striatus mit Uredien und Telien befallen.

## Vorkommen
Die Luzerne wird weltweit angebaut. Sie wird in Mitteleuropa oft feldmäßig angebaut und verwildert beständig; dann besiedelt sie Wegränder, ruderal werdende Halbtrockenrasen und Trockenwiesen. Sie fehlt im mitteleuropäischen Tiefland und in den höheren Mittelgebirgen gebietsweise; sonst kommt sie in Mitteleuropa zerstreut vor.
Die Luzerne gedeiht am besten auf tiefgründigen, etwas kalkhaltigen, aber nur mäßig nährstoff- und humusreichen Lehm- oder Lössböden. Die ökologischen Zeigerwerte nach Landolt et al. 2010 sind in der Schweiz: Feuchtezahl F = 2 (mäßig trocken), Lichtzahl L = 4 (hell), Reaktionszahl R = 4 (neutral bis basisch), Temperaturzahl T = 4 (kollin), Nährstoffzahl N = 3 (mäßig nährstoffarm bis mäßig nährstoffreich), Kontinentalitätszahl K = 4 (subkontinental).

## Taxonomie
Die Luzerne wurde 1753 von Carl von Linné in Species Plantarum Band 2, Seite 778–779 als Medicago sativa erstbeschrieben.

## Landwirtschaft

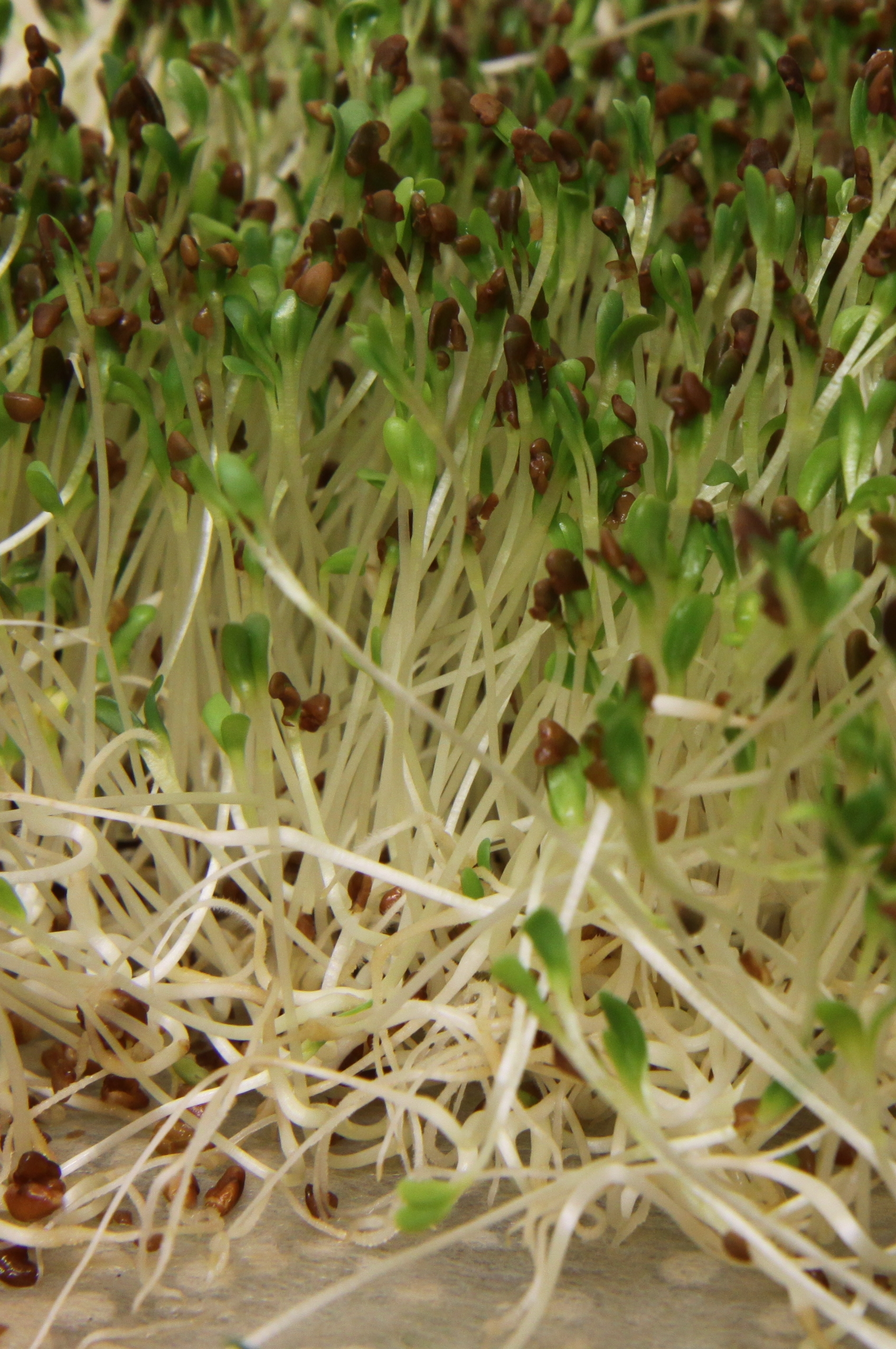
Luzerne-Sprossen

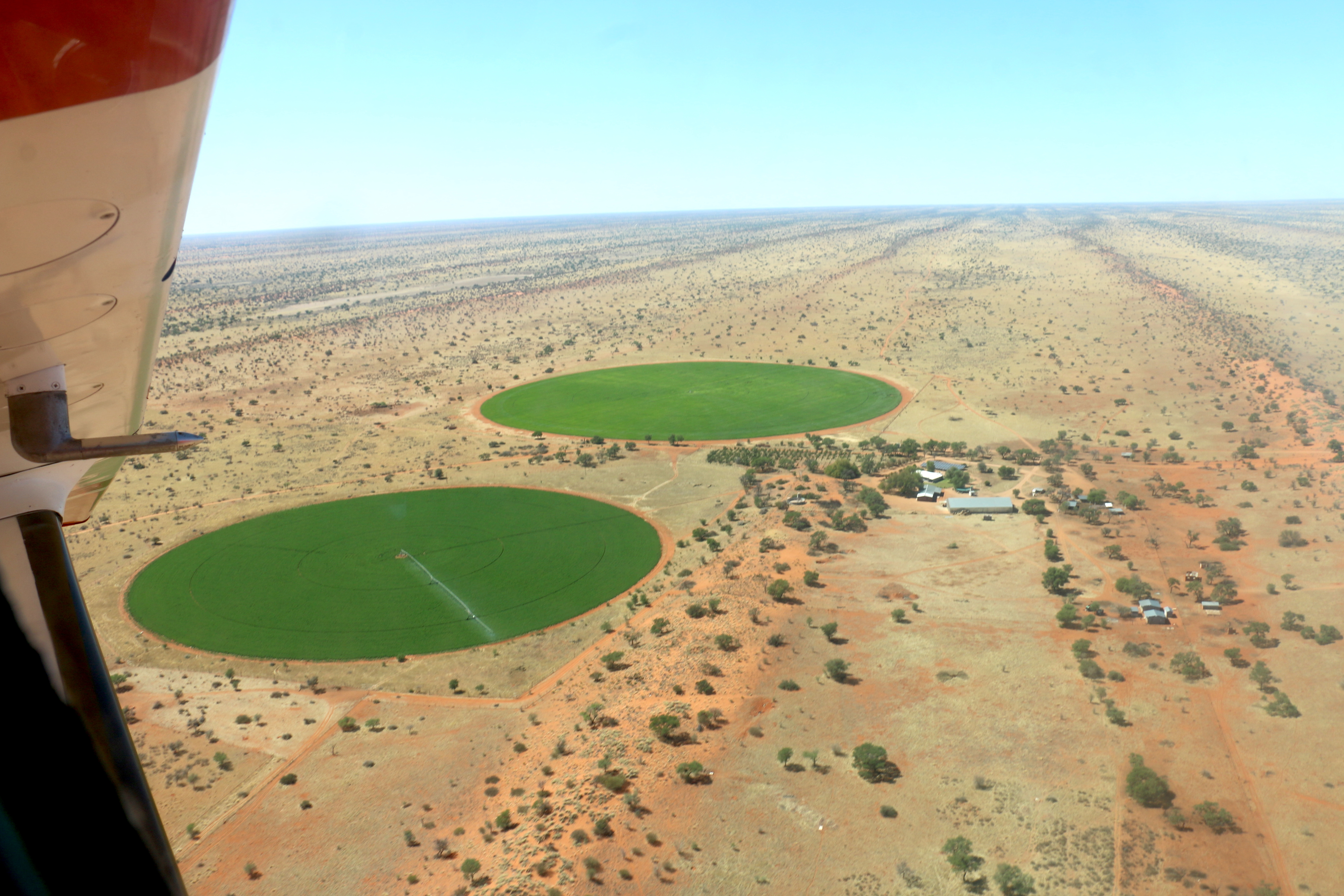
Intensive Landwirtschaft: Luzerne-Anbau in der Kalahari-Trockensavanne (2017)

Die Luzerne wird weltweit als Vieh-Futter, aber auch als Lebensmittel (Sprossen) angebaut. Sehr häufig, wenn nicht überwiegend, handelt es sich bei den angebauten Pflanzen in Mitteleuropa jedoch nicht um die reine Art Medicago sativa, sondern um die Bastard-Luzerne (Medicago × varia).

### Geschichte der Kultivierung
Schon in Persien war die Luzerne eine wichtige Futterpflanze für Pferde. Nach Überlieferungen wurde sie um etwa 470 v. Chr. nach Griechenland gebracht. Von dort kam sie etwa um 150–50 v. Chr. nach Italien, wo sie als Futter für Schafe genutzt wurde. Zu Beginn des 16. Jahrhunderts n. Chr. brachten die spanischen Kolonialherren die Luzerne nach Amerika, primär nach Mexiko und Peru. Nach Deutschland kam sie aus Italien durch Waldenser aus dem Luserna-Tal im Piemont, die 1699 bei Wurmberg die Siedlung Lucerne gründeten. Die Verbreitung, zunächst in Württemberg, wird dem Waldenser Anton Seignoret zugeschrieben. Die Sichelluzerne wird erst seit etwa 200 Jahren in nördlichen Gebieten angebaut.
Als Luzerne und Wiesen(=Rot-)klee im 19. Jahrhundert nach Australien und Neuseeland eingeführt wurden, zeigte sich, dass wegen der dort nicht vorkommenden Hummeln kein nennenswerter Samenertrag erzielt werden konnte. Dieser Klee könne aber hauptsächlich nur durch Hummeln bestäubt werden, wie Charles Darwin glaubte. Es wurden daraufhin 1885 Hummelarten nach Neuseeland importiert, um die Bestäubung des Klees sicherzustellen. Einige Hummeln sind aber auch gute Bestäuber für die Luzerne. In Australien gibt es keine Hummeln, außer in Tasmanien, wo sie 1992 eingeschleppt wurden.
Bis in die heutige Zeit hat sich die Luzerne in gemäßigten bis subhumiden tropischen Gebieten behauptet.

### Anbau
Luzerne ist eine stickstofffixierende Pflanze, die in Fruchtfolgen zur Bodenverbesserung beiträgt. Durch ihren hohen Nährstoffgehalt, insbesondere an Proteinen, Mineralien und Vitaminen, wird sie häufig als Futterpflanze für Nutztiere wie Rinder, Schafe und Pferde verwendet. Sie spielt eine wichtige Rolle in der nachhaltigen Landwirtschaft und als Bodenbedeckung. Ihre stickstoffbindende Fähigkeit verbessert die Leistungsfähigkeit landwirtschaftlicher Böden. Wenn sie auf geeigneten Böden angebaut wird, ist die Luzerne eine ergiebige Futterpflanze. Die Aussaat erfolgt im Frühling auf einem gut abgesetzten Saatbett mit einem pH-Wert von etwa 6,8 bis 7,5.
Luzerne wird meist als Silage oder Grünmehl für Pellets, wegen hoher Bröckelverluste seltener als Heu geerntet, kann aber auch beweidet werden. Sie erreicht ein Alter von fünf bis zwölf Jahren, abhängig von zum Beispiel Boden und Klima. In Deutschland wird sie 2–3 Jahre genutzt, in anderen Klimazonen länger. In den meisten Klimazonen wird Luzerne drei oder viermal pro Jahr geschnitten. Es sind aber auch bis zu zwölf Ernten pro Jahr möglich. Der Ertrag beträgt etwa 10 t Trockenmasse/ha und Jahr, schwankt aber regional, abhängig vom Wetter und Stadium der Reife, wenn sie geschnitten wird. Dabei sollte die Pflanze einmal pro Jahr zur Blüte gelangen, um mehrere Jahre nutzbar zu bleiben.
Um bayerische Bauern speziell bei der Fütterung von Rindern unabhängiger von Import-Soja aus Übersee zu machen, unterstützte der ehemalige Landwirtschaftsminister Helmut Brunner den Anbau heimischer Luzerne. Er sah im Vergleich zur Sojabohne Vorteile bezüglich des Proteingehalts, des Weiteren zeichne sich die Luzerne durch Stickstoffdüngerersparnis, Angepasstheit an trockene Standorte und die Fähigkeit zur Bodenverbesserung aus. Für Bienen und Insekten stelle sie eine reichhaltige Futterquelle dar.
Der Wasserbedarf beträgt etwa 500–650 mm je Doppelzentner Trockenmasse.

### Gentechnisch veränderte Luzerne
2005 wurde in den USA der erste gentechnisch veränderte (gv) Alfalfa sowohl als Nahrungsmittel als auch als Futtermittel zugelassen. Der von der Firma Monsanto entwickelte RoundupReady-Alfalfa ist gegen Roundup (das Breitbandherbizid Glyphosat) resistent. Im ersten Anbaujahr 2006 wurde dieser Alfalfa in den USA auf einer Fläche von rund 80.000 bis 100.000 Hektar angebaut.
2007 wurde die Zulassung in den USA nach umfangreichen Protesten durch Umwelt- und Verbraucherschutzgruppen auf Anordnung eines kalifornischen Gerichtes wieder aufgehoben, da der Zulassung erst eine umfangreiche Umweltverträglichkeitsprüfung vorausgehen müsse. Seither war der Anbau nur unter starken Einschränkungen möglich. Im Dezember 2009 veröffentlichte das United States Department of Agriculture (USDA) seinen Prüfungsbericht, der die Gefahr von Umweltschäden als „unwahrscheinlich“ ansah und empfahl, den Anbau von RoundupReady-Alfalfa ohne Auflagen freizugeben. Am 27. Januar 2011 gab der Animal and Plant Health Inspection Service des USDA bekannt, dass RoundupReady-Alfalfa nach umfangreichen und transparenten Prüfungen wieder uneingeschränkt für den Anbau freigegeben ist.
Weitere Zulassungen für den Anbau des Produktes bestehen in Kanada und Japan. Freilandversuche wurden darüber hinaus in Argentinien durchgeführt sowie 1994 in Belgien und Spanien; eine kommerzielle Nutzung wird in Europa allerdings vorerst nicht erwartet.

## Zusammensetzung
100 g frisches Blattgut enthalten:
| Inhaltsstoff  | g bzw. mg |
| ------------- | --------- |
| Wasser        | 79,5 g    |
| Kohlenhydrate | 12,2 g    |
| Eiweiß        | 6,9 g     |
| Fett          | 0,13 g    |
| Kalium        | 137 mg    |
| Calcium       | 16,6 mg   |
| Natrium       | 1,2 mg    |
| Eisen         | 0,34 mg   |
| Carotin       | 28,1 mg   |

Weitere Inhaltsstoffe sind Cumarinderivate und Saponine. Samen enthalten die gesundheitsschädliche Aminosäure Canavanin, die bei der Keimung größtenteils abgebaut wird.